# Jin Nakamura
Jin Nakamura（ジン ナカムラ）は、日本の作曲家、編曲家、音楽プロデューサー。大阪府出身。ORCHELABO（オケラボ）主宰。JIN NAKAMURA、中村仁との記載もあるが、その多くはJin Nakamura表記に統一されている。

## 来歴
2001年デビュー。GENERATIONS from EXILE TRIBE、東方神起、Crystal Kay、Rude-α、EXILE、JUJU、X4、Jasmine、Flower、YU-A、Ms.OOJA、CHEMISTRY、山下智久、松下優也、宮野真守、柴咲コウ、伴都美子、倖田來未、伊藤由奈、yukaDD(;´∀`)、RUNA 荘野ジュリ、DOUBLE、工藤静香などの楽曲を手掛ける。

## 受賞歴
- 2008年 JASRAC賞銅賞（EXILE「Lovers Again」）
- 2008年 第50回日本レコード大賞（EXILE「Ti Amo」）
- 2010年
  - JASRAC賞銀賞（EXILE「Ti Amo」）
  - 第52回日本レコード大賞編曲賞（EXILE「ふたつの唇」）
- 2011年 第53回日本レコード大賞 優秀作品賞（JUJU「この夜を止めてよ」）
- 2013年 第55回日本レコード大賞 優秀アルバム賞　プロデュース（JiLL-Decoy association「ジルデコ5」）
- 2015年 第57回日本レコード大賞 企画賞（JUJU「Request」「Request II」